# Giocatojo
Giocatojo (en cors Ghjucatoghju) és un municipi francès, situat a la regió de Còrsega, al departament d'Alta Còrsega. L'any 1999 tenia 49 habitants.

## Demografia
| 1962 | 1968 | 1975 | 1982 | 1990 | 1999 |
| ---- | ---- | ---- | ---- | ---- | ---- |
| 38   | 69   | 47   | 41   | 32   | 49   |

## Administració
| Període   | Identitat              | Partit | Qualitat |  |
| --------- | ---------------------- | ------ | -------- |  |
| 2001-2008 | Marie-Thérèse Faraut   |        |          |  |
| 2008-     | Marie-Thérèse Andreani |        |          |  |